# Bibliothek 2.0
Der Begriff der Bibliothek 2.0 (engl. Library 2.0) umfasst zum Teil kontrovers diskutierte Konzepte und Vorstellungen über die zukünftige Gestaltung von Bibliotheken. Konsens herrscht weitgehend, dass die Bibliothek 2.0 grundsätzlich auf den Benutzer und seine Vorstellungen, Wünsche, Erwartungen ausgerichtet ist. Der Begriff ist darüber hinaus nicht eindeutig definiert.

## Allgemein
Einigkeit besteht ebenfalls überwiegend dahingehend, dass die Bibliothek 2.0 auf bestimmte, dem so genannten Web 2.0 zugeschriebene Grundprinzipien wie Partizipation, Kollaboration, Interaktion bzw. einfach Zwei-Wege-Kommunikation zurückgreift. Diese wurden durch die weite Verbreitung rückkopplungsfähiger und auf Vernetzung ausgerichteter Kommunikationstechnologien, besonders durch die so genannte Soziale Software, zu einem allgemeinen Kommunikationsphänomen im Internet.
Ein offensichtlicher Grundbestandteil der Bibliothek 2.0 ist die prinzipielle Einbindung des Bibliotheksbenutzers in die Gestaltung und Entwicklung besonders von digitalen Dienstleistungen. Das Plattformprinzip beinhaltet interaktive Nutzerschnittstellen und offene Kommunikations- und Vernetzungsmöglichkeiten.
Anhänger des Konzeptes gehen davon aus, dass mit der Bibliothek 2.0 die traditionellen Service-Angebote der Bibliotheken um neue Formen ergänzt werden.
In der Bibliothek 2.0 werden Bibliotheksdienstleistungen häufig evaluiert und aktualisiert, um die sich ändernden Bedürfnisse der Bibliotheksbenutzer zu erfüllen. Bibliothek 2.0 bedeutet auch, Benutzerbeteiligung und -feedback in die Entwicklung und die Pflege von Bibliotheksdienstleistungen einfließen zu lassen. Der aktive und gestärkte Benutzer ist eine wichtige Komponente der Bibliothek 2.0. Wenn Informationen in beide Richtungen fließen – von der Bibliothek zum Nutzer und vom Nutzer zur Bibliothek – können sich Bibliotheksdienstleistungen auf einer konstanten und schnellen Basis entwickeln und verbessern. Der Benutzer ist Teilnehmer, Co-Schöpfer, Erbauer und Berater – egal ob das Produkt virtuell oder physisch ist.

## Geschichte
Die englische Bezeichnung „Library 2.0“ wurde im Jahr 2005 von Michael Casey in seinem Blog LibraryCrunch als direkter Ableger des Begriffs Web 2.0 geprägt. Casey behauptete, dass Bibliotheken, besonders öffentliche Bibliotheken, an einem Punkt sind, an der viele Elemente des Web 2.0 von Wert für das Bibliothekswesen sind. Dies gilt sowohl für die technisch basierten, als auch für die nicht technischen Dienstleistungen. Besonders beschrieb er die Notwendigkeit, an Bibliotheken eine Strategie für konstante Veränderung einzuführen, welche eine partizipative Rolle des Bibliotheksbenutzers fördert.
Auf einer wissenschaftlichen Konferenz wurde der Begriff Library 2.0 zum ersten Mal auf der "Internet Librarian Conference" im Oktober 2005 erwähnt, als Michael Stephens von der Öffentlichen Bibliothek des Saint Joseph County die Idee in Verbindung mit typischen Bibliothekswebsites brachte.

## Die Debatte um Bibliothek 2.0

### Die angloamerikanische Debatte
Die Debatte um die Library 2.0 hat ihren Ursprung in der Biblioblogosphäre. Einige bibliothekarische Blogger argumentieren, dass die mit dem Konzept verbundenen Grundideen nicht neu, sondern vielmehr bereits Bestandteil der Service-Philosophie der Bibliotheksreformer des 19. Jahrhunderts sind. Andere verlangen konkrete Beispiele, wie sie von der Bibliothek zur Bibliothek 2.0 kommen können. Die bislang vermutlich ausführlichste und kritischste Analyse stammt von Walt Crawford, der anhand von „Sixtytwo Views and Seven Definitions“ dessen, was mit dem Schlagwort Library 2.0 beschrieben wird, die Schwachstellen des Konzepts herausstellt.
Verfechter der Library 2.0 wie Stephen Abram, Michael Stephens, Paul Miller argumentieren, dass bestimmte Aspekte der Library 2.0 nicht an sich neu sind, jedoch die Konvergenz eines erweiterten Verständnis von Service und Nutzerorientierung mit technischen und konzeptionellen Elementen aus dem Web 2.0 zu neuen Formen bibliothekarischer Dienstleistungen führt, die derart umfassend seien, dass sie im Ergebnis eine neue Qualität bibliothekarischer Tätigkeit darstellen wird. Entsprechend nennen sie dieses Phänomen in Analogie zum Web 2.0 und in Anlehnung an die Nummerierung von Software-Generationen Library 2.0.

### Die Debatte im deutschen Sprachraum
Eine kritische und eigenständige Auseinandersetzung, die über den Rückgriff auf die Entwicklung im angloamerikanischen Bibliothekswesen bzw. in der dortigen Bibliothekswissenschaft hinausreicht, ist im deutschsprachigen Raum bisher kaum erkennbar. Das Phänomen wird jedoch – wenn auch nicht immer unter der Bezeichnung Bibliothek 2.0 – zunehmend rezipiert.

### Die Debatte international
Das Konzept der Library 2.0 erfährt u. a. auch im skandinavischen Bibliothekssystem eine rege Rezeption. So findet beispielsweise in Stockholm die Biblioteksdagarna 2007 unter dem Motto „Bibliotek 2.0“ statt.